# Sloggi

Logo

Sloggi is een merk van ondergoed dat onderdeel uitmaakt van de internationale ondergoedfabrikant Triumph International.

## Geschiedenis
Het merk is 1979 begonnen als fabrikant van damesondergoed; in eerste instantie produceerde Sloggi alleen slips. In 1986 is Sloggi begonnen met de productie van mannenondergoed. De slips voor mannen van Sloggi verdrongen al snel de populariteit van de loszittende boxershorts. Tot op heden is de slip het meest gedragen ondergoed door mannen. Sloggi is later ook een strakke variant op de boxershort gaan produceren. De vrouwencollectie werd tevens uitgebreid met beha's. Het ondergoed is altijd gemaakt van katoen met een klein beetje elastaan. 
Sinds 1979 heeft Sloggi meer dan een miljard slips verkocht in meer dan dertig landen.